# Mikromekaniker
Mikromekaniker är yrkesman inom mekanik, elektronik och optik specialiserad på små apparater och maskiner, mätare, instrument och prototyper. Litenheten ända ner till mikrometernivå medför förutom bärbarhet och låg effektförbrukning också snabbhet, billighet och pålitlighet. I en mikromekanikers kunnande är den exceptionella precision och renhet som storleksklassen kräver centrala både i handarbete och användning av verktygsmaskiner. Vanliga arbetsuppgifter är planering, tillverkning, kontroll, justering, service, felsökning och reparation av apparatur. Bakom yrket finns urmakare inom högteknologisk precisionsondustri. I Finland har Urmakarskolan utbildat mikromekaniker sedan 1997.